# Jimmy Reagan
Jimmy Reagan (* 7. Juli 1891 in USA; † Oktober 1975) war ein US-amerikanischer Boxer im Bantamgewicht. Er wurde von Eddie Smith gemanagt.

## Profikarriere
Im Jahre 1907 begann er erfolgreich seine Karriere. Am 21. Januar 1909 boxte er gegen Jimmy Walsh um die universelle Weltmeisterschaft und siegte durch einstimmigen Beschluss. Diesen Gürtel verlor er bereits gut drei Wochen später in seiner ersten Titelverteidigung gegen Monte Attell nach Punkten.
Im Jahre 1919 beendete er seine Karriere.